# Centrocidaris
Centrocidaris is een geslacht van zee-egels uit de familie Cidaridae.

## Soorten
- Centrocidaris doederleini (A. Agassiz, 1898)